# Magenerkrankung
Der Magen als Ort der Vorverdauung der Speisen kann von verschiedenen Krankheiten betroffen sein. Es wird behauptet, dass im Laufe des Lebens über 50 % der Bevölkerung mindestens einmal eine Magenerkrankung bekommen.

## Liste der Erkrankungen des Magens
- häufig: Magenverstimmung oder Magen-Darm-Infekt (Gastroenteritis)
- Magenblutungen aus verschiedenen Ursachen
- Refluxerkrankungen
- Entzündungen der Magenschleimhaut (Gastritis)
  - A-Gastritis = atrophische (Autoimmun-)Gastritis
  - B-Gastritis = bakterielle Gastritis durch Helicobacter pylori
  - C-Gastritis = chemische Gastritis beispielsweise durch Alkohol- und Nikotinmissbrauch sowie durch NSAR wie z. B. Diclofenac oder Acetylsalicylsäure
  - Stauungsgastritis bei schwerer Rechtsherzinsuffizienz
- Peptisches Ulcus des Magens (Magengeschwür)
- gutartige Tumoren des Magens
- Magenkrebs (Karzinom, seltener Lymphome des Magens oder andere bösartige Erkrankungen)
- Magenausgangsstenose
- Alkoholfolgeerkrankungen
  - C-Gastritis
  - Fundusvarizen bei Leberzirrhose
  - Ulzera
- Reizmagen (funktionelle Dyspepsie)
- Gastrostase (Stau der Nahrung im Magen)
- seltene Erkrankungen

bei Tieren
- Gasterophilose
- Magendrehung
- Magentympanie
- Magenwürmer
- Drüsenmagendilatation bei Großpapageien

## Untersuchungsmethoden
Die ergiebigste Untersuchungsmethode des Magens ist die Gastroskopie (Magenspiegelung).
Bei der Magenspiegelung wird oft ein HU-Test zum Nachweis einer Helicobacter-Besiedlung entnommen. Außerdem sind gezielte Biopsien zur histologischen Untersuchung leicht möglich.
Die Röntgenuntersuchung des Magens, die vor dem Aufkommen der Gastroskopie betrieben wurde, wird heute nicht mehr routinemäßig durchgeführt, da sie sehr unsichere Ergebnisse produziert.
Die Ultraschalluntersuchung des Magens ist leicht möglich, liefert aber nur selten brauchbare Ergebnisse, wie zum Beispiel eine Magenausgangsstenose oder eine auffällige irreguläre Wandverdickung. Beim Ultraschall ist der Magenausgang recht gut, andere Teile wie z. B. die Cardia kaum beurteilbar.
Eine Computertomographie des Magens ist ebenfalls nur in Ausnahmefällen sinnvoll.
Zur Bestimmung von Helicobacter-Bakterien wird zunehmend ein Atemgastest durchgeführt.

## Refluxerkrankung
Fast jeder zweite Deutsche kennt Sodbrennen. Treten die Beschwerden nur gelegentlich auf, braucht man sich in der Regel keine großen Sorgen zu machen.
Manchmal kann sich hinter dem Sodbrennen jedoch die „Refluxkrankheit“ verbergen. Angelehnt an ihre englische Bezeichnung (Gastro Esophageale Reflux Disease) wird sie oft GERD genannt. Der andauernde „Reflux“ (Zurücklaufen) von saurem Magensaft in die Speiseröhre verätzt deren empfindliche Schleimhaut, führt zur Speiseröhrenentzündung und kann Speiseröhrenkrebs begünstigen.
Zur Therapie der Refluxerkrankung gilt heute als Standard die regelmäßige Einnahme von Medikamenten aus der Gruppe der Protonenpumpenhemmer.
- Gastroösophagealer Reflux, Rückfluss vom Magen (Gaster) in die Speiseröhre (Ösophagus), siehe Refluxösophagitis
- Extraösophagealer Reflux, Rückfluss vom Magen über die Speiseröhre in Bereiche darüber hinaus: Larynx, Pharynx, Nase, Nasennebenhöhlen, Mittelohr, Bronchien; siehe auch Laryngitis gastrica

Alternativ wird die Krankheit auch operativ behandelt: in einer so genannten Nissen-Fundoplikatio wird um den unteren Bereich der Speiseröhre eine aus der Magenwand gebildete Manschette gelegt. Diese Operation wird mittlerweile relativ risiko- und komplikationsarm minimal-invasiv durchgeführt (laparoskopische Fundoplicatio).

## Entzündung der Magenschleimhaut (Gastritis)
Es werden nach dem zeitlichen Verlauf zwei Arten der Gastritis unterschieden: die akute und die chronische Gastritis.
Die chronische Gastritis besteht jahrelang und macht dem Patienten keine Beschwerden. Ein chronischer Entzündungsprozess führt zu Veränderungen der Schleimhaut und damit zu Veränderungen in der Arbeit des Magens.
Die akute Gastritis kann plötzlich und heftig verlaufen. Es treten Übelkeit, Erbrechen, Völlegefühl sowie allgemeine Schwäche und Appetitlosigkeit auf. Auffällig kann das Auftreten von Mundgeruch sein.
Auch bei dieser Krankheit können Protonenpumpenhemmer zur Behandlung eingesetzt werden.

## Peptisches Ulcus (Magengeschwür)
Geschwür in der Magenschleimhaut, das die gesamte Magenwand durchdringen und zur Magenperforation oder Magenblutung führen kann. Ein Ulkus entsteht durch den Angriff der Magensäure auf die z. B. durch eine Helicobacter-pylori-Infektion vorgeschädigte Magenschleimhaut.
Die Behandlung des unkomplizierten Ulcus ist heute die so genannte Eradikationstherapie. Die blutenden Magengeschwüre werden in der Regel mittels Gastroskopie behandelt. Nur komplizierte Geschwüre, beziehungsweise Geschwüre, die die Magenwand durchbrechen, müssen mittels Operation behandelt werden.

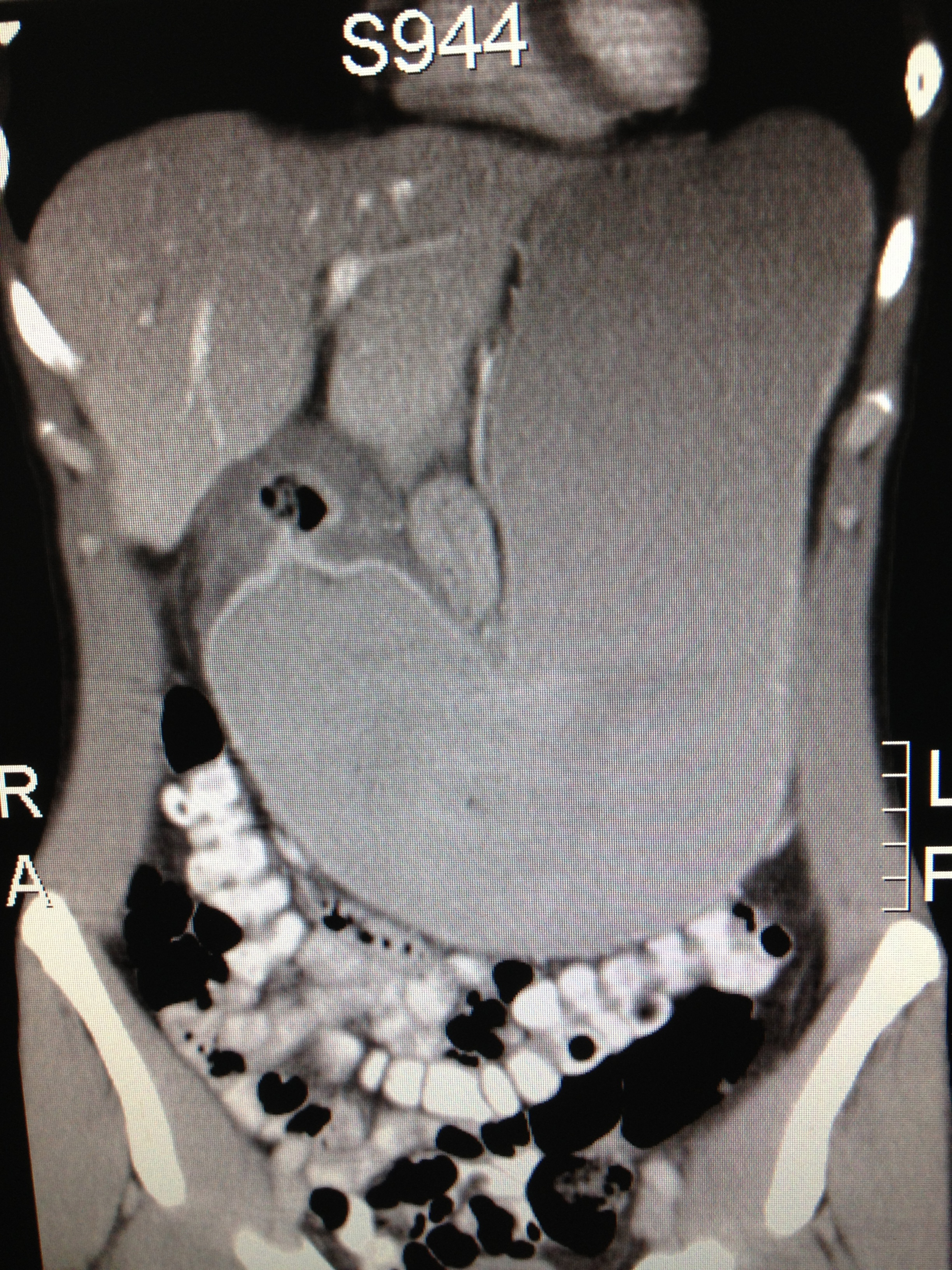
Magenausgangsstenose

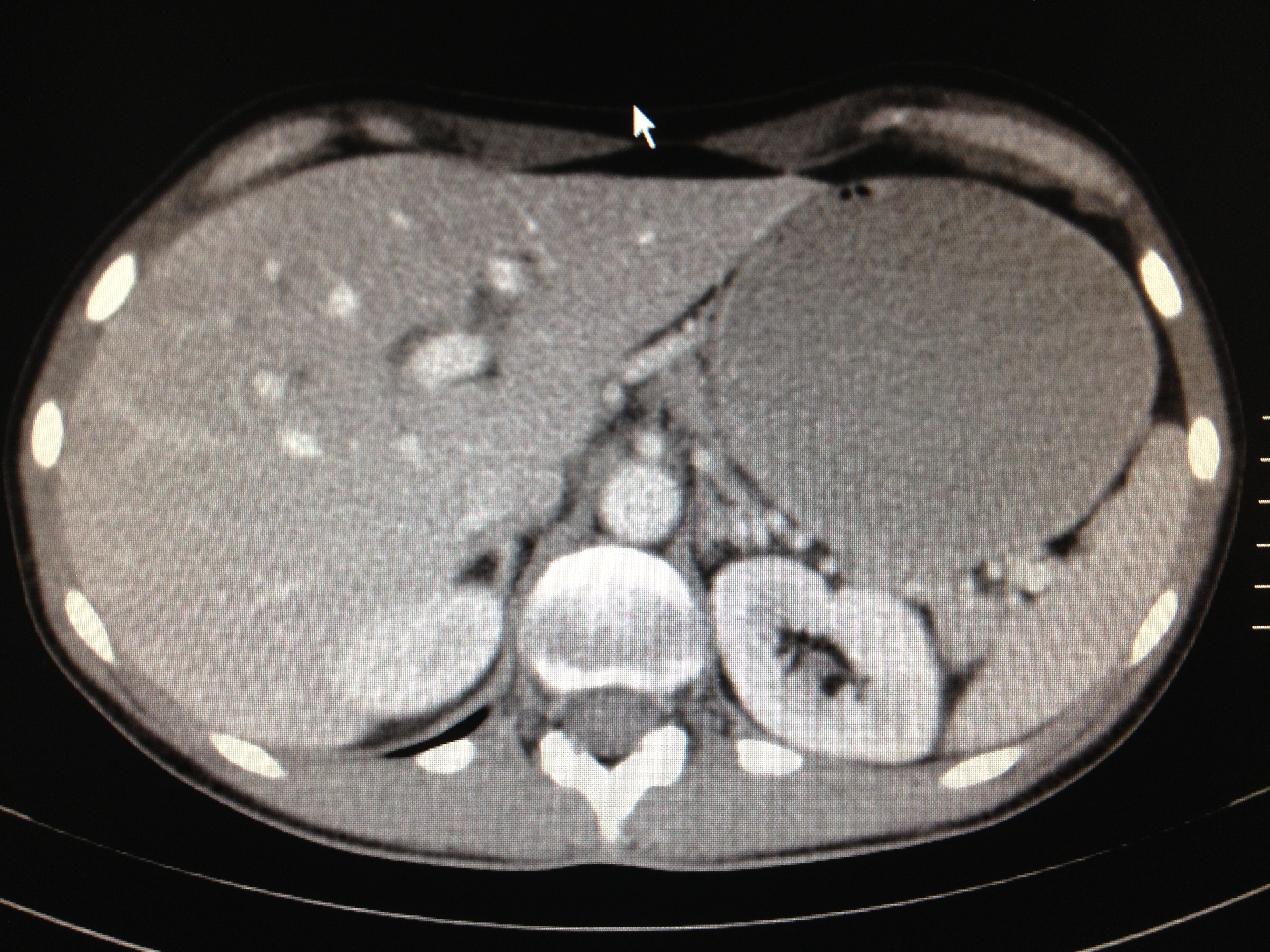
Magenausgangsstenose

## Magenkarzinom
Als Risikofaktoren des Magenkarzinoms, einer der häufigsten Krebsarten beim Menschen, sind bestimmte Ernährungsgewohnheiten, chronische Gastritis, Zigarettenrauch und Alkoholkonsum identifiziert.
Das Risiko, an Magenkrebs zu erkranken, ist bei erblicher Belastung erhöht (was vermutlich mit der erblichen Übertragung des Bakteriums Helicobacter pylori zusammenhängt) – es besteht ein 3,7fach erhöhtes Risiko für Verwandte ersten Grades. Menschen mit der Blutgruppe A sind häufiger betroffen. Die Ursache ist unbekannt.
Die Therapie des Magenkarzinoms erfolgt zurzeit hauptsächlich operativ, etwa mittels Gastrektomie.

## Alkoholfolgeerkrankungen
Als Folge des Alkoholismus entstehen Veränderungen der Magenschleimhaut, portale Gastropathie genannt. Als Folge der Leberveränderungen kommt es zu Veränderungen der Magenvenen. Sie vergrößern sich und werden als „Fundusvarizen“ (siehe Magen-Fundus) bezeichnet.
Die Therapie hier ist die Alkoholabstinenz, die Gabe von Betablockern und die Verödung mit Histoacryl-Klebstoff.

## Gutartige Tumoren
Die häufigsten gutartigen Veränderungen sind so genannte Korpusdrüsenzysten und hyperplastische Polypen. Allerdings müssen diese Geschwulste ab einer bestimmten Größe endoskopisch abgetragen werden. Zurzeit besteht die Empfehlung zur Entfernung für alle Raumforderungen über 2 cm Durchmesser, da man sich nie sicher sein kann, ob sich nicht doch in den großen Geschwulsten bösartiges Gewebe entwickelt haben könnte.

## Seltene Befunde
Unter seltenen Befunde werden alle oben nicht beschriebene Befunde zusammengefasst. Als ein Beispiel seien die Angiodysplasien genannt. Es handelt sich um eine Gruppe von Auffälligkeiten der Gefäße im Magen, die im Rahmen von angeborenen (Morbus Osler) oder erworbenen Krankheiten (Niereninsuffizienz) auftreten können.

## Historische Literatur
- F. F. Kaiser: Beiträge zu den Operationen am Magen. In: Beiträge zur operativen Chirurgie. F. Enke, Stuttgart 1878.
- Julius Schnitzler: Über Magenchirurgie – Erfahrungen und Betrachtungen. In: Medizinische Klinik. Jg. 17, 1914, S. 714 ff.
- Anton von Eiselsberg: Die Geschichte der Magenoperationen. In: Wiener Medizinische Wochenschrift. Band 1, 1936, S. 3 ff.